# Arachnis nedyma
Arachnis nedyma är en fjärilsart som beskrevs av John G. Franclemont 1966. Arachnis nedyma ingår i släktet Arachnis och familjen björnspinnare. Inga underarter finns listade i Catalogue of Life.